# Upsilon Andromedae d
Upsilon Andromedae d, en abrégé υ And d, aussi nommée Majriti, est une exoplanète située à 44 années-lumière (13,5 pc) du Soleil, dans la constellation d'Andromède, une dizaine de degrés à l'est de la galaxie d'Andromède. C'est, par demi-grand axe croissant, la troisième planète orbitant autour d'upsilon Andromedae A, une étoile de la séquence principale de type spectral F8V, d'environ 1,3 masse solaire et 3,3 milliards d'années, donc semblable au Soleil mais plus jeune, plus massive et plus lumineuse.
Cette étoile binaire, dont le compagnon est upsilon Andromedae B, une naine rouge de type spectral M4.5V orbitant à au moins 750 UA de l'étoile principale, possède un système planétaire dont quatre corps ont été identifiés à ce jour :
| Planète                                  | Masse (MJ)      | Demi-grand axe (UA) | Période orbitale (d) | Excentricité      |
| ---------------------------------------- | --------------- | ------------------- | -------------------- | ----------------- |
|                                          |                 |                     |                      |                   |
| υ And b                                  | 1,4             | 0,0595 ± 0,0034     | 4,617136 ± 0,000047  | 0,013 ± 0,016     |
| υ And c                                  | 13,98+2.3 −5.3  | 0,832 ± 0,048       | 241,33 ± 0,20        | 0,224 ± 0,021     |
| υ And d                                  | 10,25+0.7 −3.3  | 2,53 ± 0,15         | 1 278,1 ± 2,9        | 0,267 ± 0,021     |
| υ And e                                  | ≥ 1,059 ± 0,028 | 5,2456 ± 0,00067    | 3 848,86 ± 0,74      | 0,00536 ± 0,00044 |
|                                          |                 |                     |                      |                   |
| Système planétaire d'upsilon Andromedae. |                 |                     |                      |                   |

υ And d aurait une inclinaison de l'ordre de 23,8°, ce qui a permis d'évaluer sa masse à environ 10,25 masses joviennes. Il s'agit donc très certainement d'une géante gazeuse dépourvue de surface solide, semblable à Jupiter ou à Saturne. Elle boucle son orbite en trois ans et demi à environ 2,5 UA autour de l'étoile υ And A, mais avec une excentricité orbitale très élevée l'amenant entre 1,9 et 3,2 UA de son étoile. Malgré cet intervalle de valeurs assez large, cette exoplanète demeurerait située dans la zone habitable de l'étoile, tant du point de vue de sa température de surface — propre à préserver de l'eau à l'état liquide — que de l'intensité du rayonnement ultraviolet reçu en surface, de sorte que d'éventuels satellites naturels suffisamment massifs pourraient offrir des conditions propices au développement de formes de vie, et ce malgré la forte excentricité d'υ And d.

## Désignation
Upsilon Andromedae d a été sélectionnée par l'Union astronomique internationale (IAU) pour la procédure NameExoWorlds, consultation publique préalable au choix de la désignation définitive de 305 exoplanètes découvertes avant le 31 décembre 2008 et réparties entre 260 systèmes planétaires hébergeant d'une à cinq planètes. La procédure, qui a débuté en juillet 2014, s'achève en août 2015, par l'annonce des résultats, lors d'une cérémonie publique, dans le cadre de la XIXe Assemblée générale de l'IAU qui se tiendra à Honolulu (Hawaï). 
Le nom sélectionné est Majriti, astronome Andalou.